# Escolha
Escolha ou alternativa consiste num processo mental de pensamento envolvendo o julgamento dos méritos de múltiplas opiniões e a seleção de uma delas para ação. Alguns exemplos simples incluem decidir-se levantar pela manhã ou voltar à dormir, ou escolher um determinado trajeto para uma viagem. Exemplos mais complexos (frequentemente decisões que afetam crenças pessoais) incluem a escolha de um estilo de vida, filiação religiosa ou posição política. A maioria das pessoas considera ter alternativas uma boa coisa, embora uma escolha severamente limitada ou artificialmente restrita, possa levar ao desconforto com a opção selecionada e possivelmente a um resultado insatisfatório. No extremo oposto, alternativas ilimitadas podem levar à confusão, remorsos pelas opções não escolhidas e indiferença, numa existência amorfa.

## Em economia e política
Os defensores do consumismo e da publicidade costumam associar-se aos patronos da democracia representativa para louvar as virtudes da livre escolha. Na esfera política, as restrições de um sistema bipartidário frequentemente frustram tanto eleitores quanto os políticos (caso do Brasil durante a ditadura militar).
Advogados da livre escolha frequentemente unem as virtudes da escolha com a responsabilidade moral. Observe-se que as consequências de uma escolha pessoal podem impactar em outras pessoas e quaisquer responsabilidades associadas podem se estender para uma sociedade mais ampla. Por exemplo, um movimento político internacional que luta em favor da legalização do aborto autodenomina-se "Pró-escolha".

## Na lei
A idade na qual crianças e adolescentes podem fazer escolhas ponderadas e significativas é motivo de discussões em ética e jurisprudência. Neste ponto, um dos temas mais polêmicos no Brasil é o que envolve a maioridade penal.

## Em psicologia
A teoria da escolha advoga que todos podem assumir o controle da própria vida, mesmo que as escolhas anteriores tenham sido absolutamente equivocadas.